# Макс фон Гаузен
Барон Макс Клеменс Лотар фон Гаузен (нім. Max Clemens Lothar Freiherr von Hausen; 17 грудня 1846, Дрезден, Саксонія — 19 березня 1922, Дрезден, Веймарська республіка) — німецький воєначальник, генерал-полковник (1910).

## Біографія
Народився у старовинній аристократичній родині, син генерал-лейтенанта саксонської армії. Військову службу розпочав курсантом саксонської кадетської школи, із 1864 року — другий лейтенант. Учасники австро-прусської війни 1866 року, воював на боці Австрії. Після включення Саксонії в склад спершу Північнонімецького союзу, а з 1871 року — Німецької імперії, продовжив військову службу в рядах загальнонімецької армії. Учасник франко-прусської війни. У 1874 році закінчив Військову академію в Берліні, із 1875 по 1887 рік служив у Генеральному штабі.
Із 1890 року — командир 101-го єгерського саксонського полку. У 1892—1897 роках знову служив у німецькому Генеральному штабі, одночасно був начальником штабу саксонської армії. У 1897—1900 роках — командир 32-ї саксонської піхотної дивізії. У 1900—1902 роках — командир 12-го саксонського армійського корпусу. Із 1902 року — військовий міністр Саксонії. Із 1910 року — генерал-полковник. На початку 1914 року пішов у відставку з посади військового міністра і був призначений генерал-ад'ютантом саксонського короля.

### Перша світова війна
Із 2 серпня 1914 року — командувач 3-ї німецької армії, яка була сформована із саксонських військ. Армія налічувала 160 тисяч вояків та 602 гармати і мала наступати в районі Намюр-Живе-Дінан. Армія Гаузена брала участь у Прикордонній битві та битві на Марні. В ході бойових дій Гаузен відзначився численними військовими злочинами щодо цивільного населення: у Дінані німці стратили 600 мирних жителів, німецькі війська також спалили Реймс.
9 вересня 1914 року за невдачу на Марні був знятий з посади командарма і знову призначений генерал-ад'ютантом саксонського короля. Із листопада 1918 року — у відставці. Після війни написав мемуари про битву на Марні. Помер і похований у Дрездені.

## Військові звання
- Другий лейтенант (1864)
- Лейтенант (1866)
- Гауптман (1872)
- Майор (1881)
- Оберстлейтенант (1887)
- Оберст (1890)
- Генерал-майор (1893)
- Генерал-лейтенант (1896)
- Генерал від інфантерії (1901)
- Генерал-полковник (1910)

## Нагороди
- Пам'ятний хрест за кампанію 1866 (Саксонія)
- Залізний хрест
  - 2-го класу зразка 1870 року із застібками «25» і «1914»
  - 1-го класу зразка 1914 року
- Орден Альберта (Саксонія)
  - лицарський хрест з військовою відзнакою
  - лицарський хрест 1-го класу (2 лютого 1876) — заміна лицарського хреста.
    - мечі до лицарського хреста 1-го класу

  - командорський хрест 1-го класу
  - великий хрест
- Пам'ятна військова медаль за кампанію 1870-71 з п'ятьма застібками
- Орден Білого Сокола
  - лицарський хрест 1-го класу
  - великий хрест
- Медаль «За вислугу років» (Саксонія) (1888)
- Орден Церінгенського лева, лицарський хрест 1-го класу з дубовим листям
- Орден Заслуг (Саксонія)
  - лицарський хрест 1-го класу
  - командорський хрест 2-го класу
  - командорський хрест 1-го класу
  - великий хрест
- Орден Корони (Пруссія) 3-го, 2-го і 1-го класу
- Орден дому Саксен-Ернестіне
  - командорський хрест 2-го класу
  - великий хрест
- Орден Вранішнього Сонця 1-го класу (Японська імперія)
- Орден військових заслуг (Іспанія) 4-го класу
- Орден Леопольда (Австрія), великий хрест
- Орден Вюртемберзької корони, великий хрест
- Орден «За військові заслуги» (Баварія), великий хрест
- Орден Бертольда I, великий хрест
- Орден Філіппа Великодушного, великий хрест
- Почесний хрест (Ройсс) 1-го класу
- Орден Заслуг прусської корони
- Орден Червоного орла, великий хрест з короною
- Орден Чорного орла
- Орден Рутової корони